# Typhlops syntherus
Typhlops syntherus är en ormart som beskrevs av Thomas 1965. Typhlops syntherus ingår i släktet Typhlops och familjen maskormar. IUCN kategoriserar arten globalt som nära hotad. Inga underarter finns listade i Catalogue of Life.
Denna orm förekommer på södra Hispaniola och på tillhörande små öar. Den når ibland 700 meter över havet. Individerna lever i torra landskap med buskar, gräs och några träd. De har termiter och skalbaggarnas larver som föda. Honor lägger ägg.
Beståndet hotas av träkolsproduktion och av landskapets omvandling till jordbruksmark. IUCN listar arten som starkt hotad (EN).